# Detmold

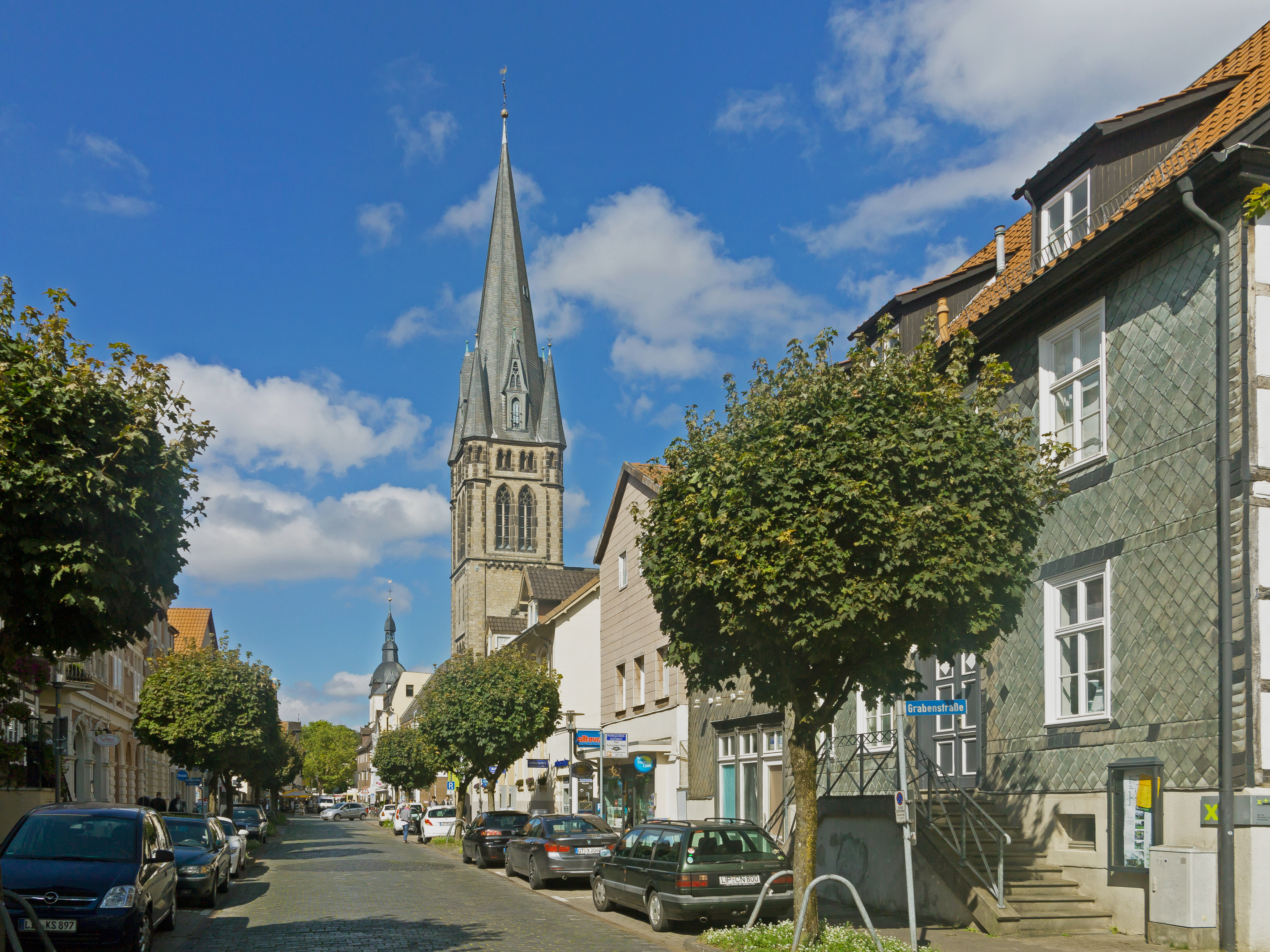
Detmold, kerktoren (Martin Luther Kirche) in het straatbeeld

Detmold is een Große kreisangehörige Stadt in de Duitse deelstaat Noordrijn-Westfalen. Het is tevens Kreisstadt van Kreis Lippe. De gemeente telt 74.097 inwoners (31 december 2020) op een oppervlakte van 129,39 km². 

## Geschiedenis
Reeds vanaf 793 werd een oord genaamd Teotmalli, Thiadmelli, Tiotmalle of Tietmelli vermeld door onder anderen Einhard. De naam Teotmalli zou afgeleid kunnen zijn van de Oudgermaanse woorden theod (volk) en mahal (gerechts- of dingplaats).
Detmold werd in 1263 als Detmelle met stadsrechten begiftigd door heer Bernhard III van Lippe. Het was  ontstaan bij een oversteekplaats in de Werre op de handelsroute van Paderborn naar Lemgo. In 1265 en 1300 werden daar marktrechten aan toegevoegd. In de late middeleeuwen en de 16e eeuw is het stadsbeeld dat van een rond, ommuurd stadje, doorsneden en in vier kwartieren verdeeld door twee hoofdstraten, delen van oude handelsroutes, met in het noordwestelijke kwartier de hoofdkerk en een burcht. Aan de westkant leidde een poort naar een Hudewald (een niet zeer dicht bos waar de inwoners, onder wie ook boeren waren, hun vee konden laten grazen) en aan de oostkant richting een moerassig gebied. Door belegeringen (o.a. in 1447) en stadsbranden (o.a. in 1547) bleef het stadje klein.
Rond 1468 werd Detmold de vaste residentie van de graven van Lippe; in 1550 bijv. heerste  Simon III van Lippe. Detmold was tot 1947 de hoofdstad van Lippe. In 1538 werd het stadje, waar de Reformatie al zestien jaar eerder was doorgedrongen, evangelisch-luthers. Begin 17e eeuw volgde een tweede, nu calvinistische hervorming. Pestepidemieën en de Dertigjarige Oorlog zorgden in de eerste helft van de 17e eeuw voor nieuwe rampspoed. Tot 1648 had Detmold meestal minder dan 1000 inwoners.
Evenals in het om deze reden beruchte, nabijgelegen stadje Lemgo, vonden ook in Detmold in de late 16e eeuw en de 17e eeuw een aantal heksenprocessen plaats. Geruchtmakend was dat tegen een zekere Mette Deppe in 1586.

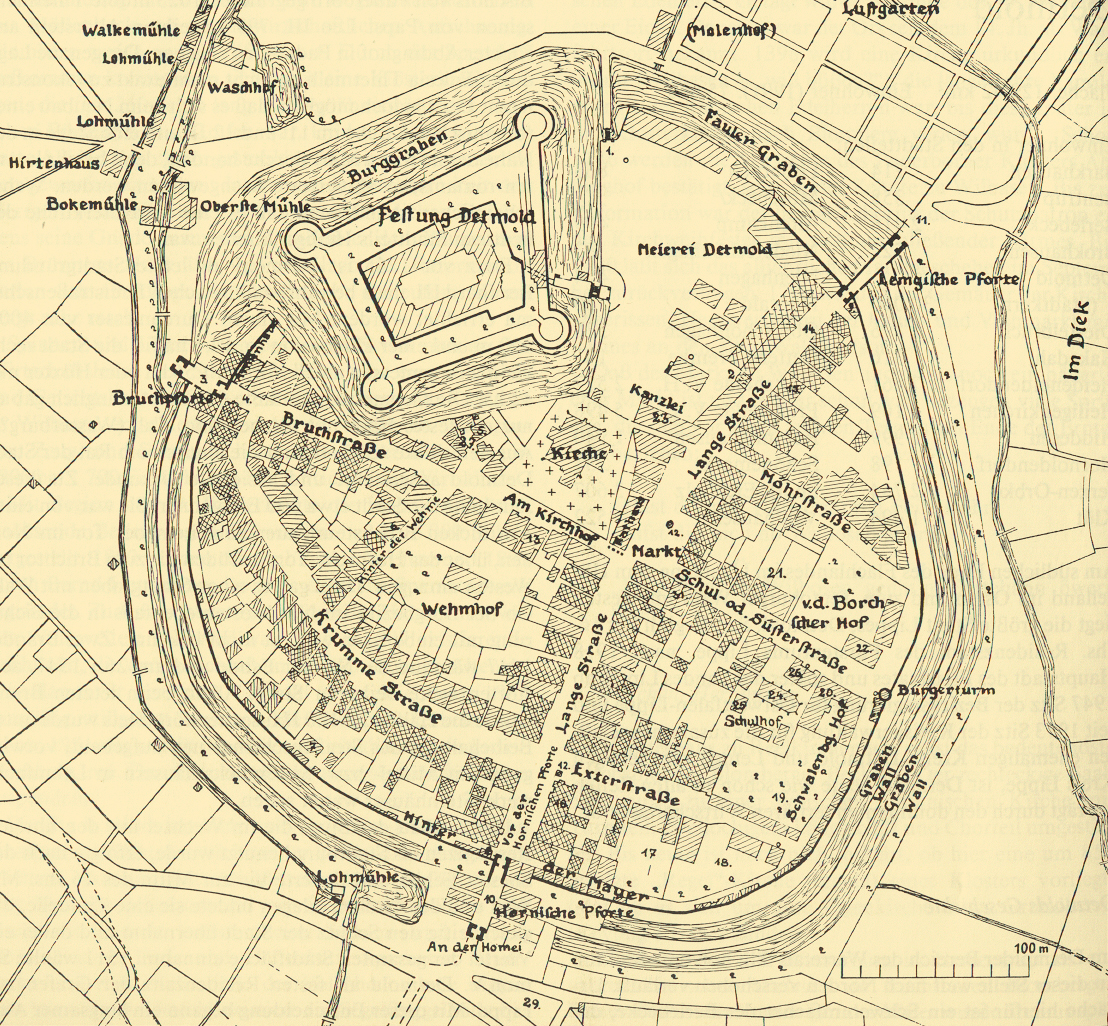
Reconstructie stadsplattegrond 1660

Na de Vrede van Münster van 1648 trad economisch herstel in. De als een absolutistisch vorst regerende graaf Frederik Adolf van Lippe-Detmold liet rond 1701  het kasteel en de omgeving ervan verfraaien. Hij had o.a. de grachten in de Hollandse steden en het paleis van Versailles bezocht. Daardoor geïnspireerd liet hij vanaf zijn residentie, het kasteel in Detmold, een 2 km lange gracht in zuidelijke richting aanleggen. Ook werden de tuinen verfraaid.
Later in de 18e eeuw werden de oude stadswallen geslecht, en vooral aan de zuidkant van het centrum verrees een nieuwbouwwijk met deftige, classicistische huizen.
De Verlichting, die op het Huis Lippe sterke invloed had, ging ook aan de burgerij van Detmold niet voorbij. Zo liet  de vrouw van Leopold I van Lippe, Pauline, in Detmold  in 1802 één der eerste instellingen voor kinderopvang in Duitsland oprichten. Deze instelling bestaat tot op de huidige dag. Pauline regelde ook allerlei andere sociale voorzieningen, o.a. voor armen, gehandicapten en ouderen en liet Detmold in 1809 al van openbare straatverlichting voorzien.
De gehele periode tot 1914 werd gekenmerkt door gestage vooruitgang.  In 1880 kreeg Detmold een treinstation. In 1898 kreeg de stad een openbare waterleiding vanuit de bronnen bij stadsdeel Berlebeck, een geschenk van de graaf-regent Ernst van Lippe-Biesterfeld (van wie de Nederlandse Prins Bernhard een kleinzoon was).
Na 1919 was de stad aanvankelijk politiek gematigd links georiënteerd, maar ook hier wonnen de nazi's van Adolf Hitler in 1932 de verkiezingen. In Detmold woonde een joodse journalist, die felle artikelen tegen de nazi's in een klein plaatselijk SPD-gezind krantje schreef. In augustus 1933 werd deze Felix Fechenbach door de nazi's vermoord.
Van de ca. 600 joden in de stad overleefde meer dan 90% de jodenvervolging in de nazi-tijd niet.
De stad Detmold bleef voor ernstige oorlogsschade in de Tweede Wereldoorlog, bijv. door geallieerde bombardementen, gespaard.
In april 1945 vond, aan het eind van de Tweede Wereldoorlog, nog een kleine, maar felle veldslag plaats om de strategische bergpas Dörenschlucht. Fanatieke soldaten van de SS vochten hier letterlijk tot de laatste man tegen oprukkende geallieerde eenheden. Het aantal doden aan beide zijden samen wordt tussen 100 en 300 geschat.
Vlak na de oorlog was, vanwege de immigratie van ca. 7.000 Heimatvertriebene uit Silezië, stadsuitbreiding nodig. Detmold had al spoedig meer dan 30.000 inwoners. Omdat de meeste van deze immigranten rooms-katholiek waren, leidde dat ook tot de bouw van katholieke kerkgebouwen en andere voorzieningen. Tot ca. 1990 hadden veel Detmolders werk in o.a. een grote drukkerij en grote timmerfabrieken, die intussen niet meer bestaan.
Van omstreeks 1946 tot 1995 woonden veel Britse militairen van de British Army of the Rhine in de stad. Hun na hun terugkeer naar het Verenigd Koninkrijk leeggekomen huizen werden o.a. aan andere vluchtelingen, die politiek asiel in Duitsland gekregen hadden, toegewezen.

## Stadsdelen

Ligging stadsdelen van Detmold

Het achter ieder stadsdeel vermelde getal is het aantal inwoners (peildatum : 1 aug. 2006, tenzij anders aangegeven). Van deze dorpen en gehuchten is de ligging (N/W/O/Z/ZW = ten noorden/westen/oosten/zuiden/zuidwesten van het stadscentrum) en de geschatte afstand naar het centrum gegeven. Het teken † geeft aan dat de plaats een bezienswaardige dorpskerk of -kapel bezit.
- Barkhausen	   198; 5 km NO
- Bentrup	   480; 7 km N
- Berlebeck	   2.446; 5 km Z. Dit oude dorp is een zgn. Luftkurort. Hier is de Adlerwarte, een vogelpark met ca. 180 arenden, valken en andere roofvogels, waarmee vliegdemonstraties plaatsvinden. Het dorp bezit enige hotels en restaurants, waarvan de eerste in het eind van de 19e eeuw zijn geopend. Bij het dorp ligt ook de ruïne Falkenstein. Dit was een in 1190, wellicht door de eerste Lippische heren gebouwd kasteel.
- Brokhausen	   620; 5 km NO
- Detmold-Nord	   29.694 (samen met Detmold-Süd; deze stadsdelen vormen de stad Detmold in engere zin)
- Detmold-Süd	   29.694 (samen met Detmold-Nord); hier staat het openluchtmuseum
- Diestelbruch	   2.275; 4 km O; door fraaie natuur omgeven; in de prehistorie al bewoond
- Hakedahl	   2.260; direct ten NO van de stad; in de jaren 1960 uitgebreid met een flatwijk voor Britse soldaten; nu een achterstandswijk met hoge werkloosheid
- Heidenoldendorf   8.704; 2-4 km W
- Heiligenkirchen   3.617; 3 km Z; †;  dicht bij het Openluchtmuseum en het Vogelpark
- Hiddesen	   7.339; 3-5 km ZW; dicht bij het Hermannsdenkmal; kuuroord.
- Hornoldendorf	   174; direct ten O van Heiligenkirchen; het imposante hoofdgebouw van het uit omstreeks 1800 daterende Rittergut van het gehucht is particulier bewoond en kan niet bezichtigd worden.
- Jerxen-Orbke	   3.350; tegen de noordrand van de stad aan; †
- Klüt	           1.690; 4 km N, direct ten O van Jerxen-Orbke
- Loßbruch	   826; 6 km N, aan de Bundesstraße 238, halverwege Lemgo
- Mosebeck	   479; 7 km ONO
- Niederschönhagen  75; 7 km O
- Nienhagen	   346; 5 km NW halverwege Lage (Noordrijn-Westfalen)
- Niewald	          70; 3 km N
- Oberschönhagen	   64; 7 km O; er zijn enige schilderachtige, oude boerderijen in dit gehucht
- Oettern-Bremke	   153; 3 km N
- Pivitsheide V. H. 3.321; 8 km W; V.H. betekent: Vogtei Heiden; t/m de 19e eeuw behoorde het dorp tot Heiden, gemeente Lage.
- Pivitsheide V. L. 6.469; 8 km W; V.L. betekent: Vogtei Lage; t/m de 19e eeuw behoorde het dorp tot Lage; direct ten Z van dit dorp ligt de Dörenschlucht, en daar voorbij het militaire oefenterrein Truppenübungsplatz Senne. De beide delen van Pivitsheide waren in de 19e eeuw tot in de verre omtrek beroemd. De boeren in het dorp teelden er aardappelen en asperges van uitstekende kwaliteit.
- Remmighausen	   1.924; 2 km ZO
- Schönemark	   229; 3 km ZO
- Spork-Eichholz	   3.509; direct tegen de zuidoostrand van de stad aan
- Vahlhausen	   615; 5 km NO

## Verkeer en vervoer
De stad ligt niet in de directe nabijheid van een Autobahn. De A33 afslag 22 Schloß Holte-Stukenbrock is er nog het dichtst bij (van daar ca. 18 km over binnenwegen  via Augustdorf en de Detmolder stadsdelen Pivitsheide en Heidenoldendorf).

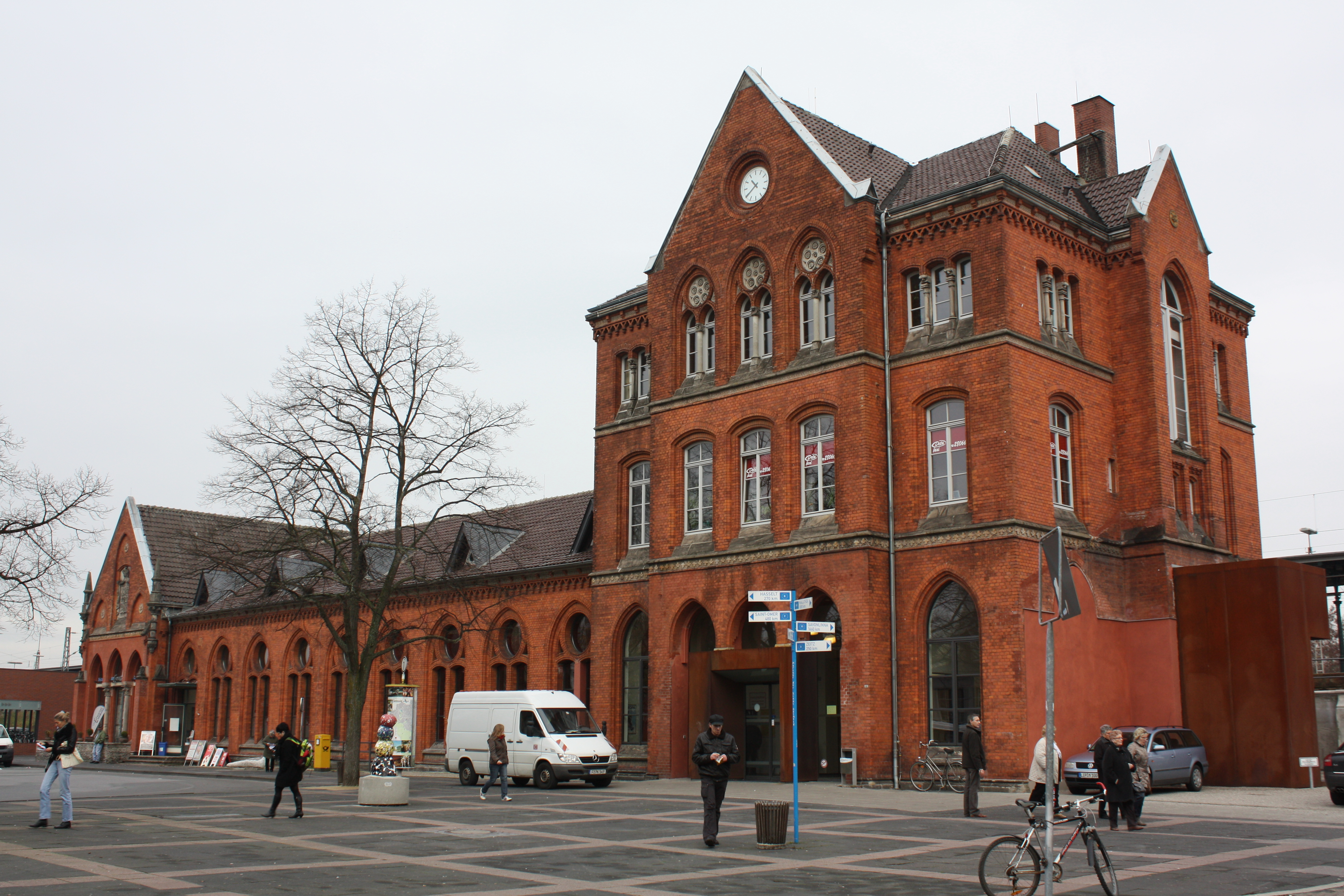
Station
Verloop spoorlijn Herford-Detmold-Altenbeken

Detmold heeft een treinstation, vanwaar men per stoptrein naar het overstapstation te Altenbeken of naar Paderborn kan reizen. Het station ligt aan de Spoorlijn Herford - Himmighausen.
Het wordt bediend door de treinseries RE 82  Bielefeld-Altenbeken v.v. van Eurobahn en RB 72 van Regionalbahn Herford- Paderborn Hbf.
Op loopafstand van het station liggen twee middelbare scholen met in totaal bijna 5.000 scholieren. Dicht bij het station ligt het busstation, begin- en eindpunt van de stads- en streekbuslijnen. Onder andere rijdt in de weekends een nachtbus naar Augustdorf v.v.

## Economie
Detmold, ooit hoofdstad en residentie van een graafschap, is nog steeds een plaats waar de dienstensector overheerst. Er zijn veel ambtelijke instanties, en een rechtbank en een gevangenis gevestigd. Verder is er een belangrijk regionaal instituut (CVUA) gevestigd, dat ongeveer dezelfde taken heeft als in Nederland de Nederlandse Voedsel- en Warenautoriteit; het houdt echter bovendien toezicht op de hygiëne in de veehouderij en op abattoirs.
In de industrie valt, met ca. 1.800 arbeidsplaatsen het grootste bedrijf van de stad, een onderneming op, die elektrotechnische schakelingen en elektronicacomponenten maakt. Deze firma Weidmüller is in ca. 75 à 80 andere landen actief en heeft haar hoofdkantoor, alsmede twee fabrieken en het kantoor van de klantenservice en bedrijfsopleidingen ook in Detmold. 
Verdere industriële bedrijven van belang zijn een lijm- en een schoenenfabriek.
Daarnaast is er veel midden- en kleinbedrijf, waarbij het zwaartepunt zich sinds 1990 van hout- naar metaalverwerkende bedrijven heeft verplaatst.

## Bezienswaardigheden
- Het Hermannsdenkmal ten zuidwesten van de stad
- Kasteel (Residenzschloss) (16e eeuw) in renaissancestijl met vier traptorens en van binnen weelderige zalen, die in de 18e en 19e eeuw zijn ingericht; het kasteel is gedeeltelijk nog bewoond door nazaten van de vorstelijke familie. Een groot gedeelte kan bezichtigd worden. Het kasteel is omgeven door een  park in de stijl van een Engelse landschapstuin.
- De 14e-eeuwse en sinds 1536 protestantse Erlöserkirche op de markt midden in de stad is een laatgotische driebeukige hallenkerk. De kerk heeft een fraai in 1795 gebouwd orgel. De kerk is hoofdkerk van de Lippische Landeskirche. Uit archeologische opgravingen in het kerkgebouw is gebleken, dat op deze plaats zeker voor het jaar 1000 een kerk stond; mogelijk was deze aan Sint Vitus gewijd.
- Huizen in vakwerkbouw in het stadscentrum; de 17e-eeuwse Adolfstraße bij de voormalige stadsmuur is schilderachtig. Ook het vakwerkhuis, waar de toneelschrijver C.D. Grabbe gestorven is, is bezienswaardig.
- Het Lippische Landesmuseum, gevestigd o.a. in een witte, uit 1875 daterende villa met de naam Haus Ameide, biedt naast de gebruikelijke collectie van een groot streekmuseum een grote collectie mineralen, oudheidkundige voorwerpen, waaronder artefacten die mogelijk 300.000 jaar oud zijn en een Egyptische kindermummie, alsmede een expositie over de totstandkoming van  het Hermannsdenkmal en de inmiddels achterhaalde theorieën omtrent de Slag bij het Teutoburgerwoud in het jaar 9 n.Chr.
- Adlerwarte (vogelpark, roofvogelshows) bij stadsdeel Berlebeck
- het vogelpark in stadsdeel Heiligenkirchen herbergt tal van exotische vogels.
- In de stad staat een monumentale schouwburg uit 1825, met 650 plaatsen, waar regelmatig toneeluitvoeringen plaatsvinden.
- Het Neue Palais aan het Friedrichskanal (bouwjaar 1708) herbergt het conservatorium. Tijdens concerten is het beperkt van binnen te bezichtigen. Ook dit paleis heeft een fraai park in de stijl van een Engelse landschapstuin, met enkele monumentale, exotische bomen.
- De Dörenschlucht is een beboste laagte tussen twee heuvels van het Teutoburger Woud ten westen van Detmold. De Truppenübungsplatz Senne, een uitgestrekt militair oefenterrein, grenst in het zuiden aan deze pas.
- De uit omstreeks 1200 daterende kerk in Heiligenkirchen
- De in 1956 gebouwde Pauluskirche te Jerxen-Orbke, met opvallende architectuur.
- Het 90 ha grote LWL-Freilichtmuseum (openluchtmuseum) bij het stadsdeel Heiligenkirchen bevat 120 herbouwde historische gebouwen, vooral uit het oosten van Westfalen. Het ligt in een parklandschap met vijvers. Ook worden er oude huisdier- en veerassen gefokt.
- Het stadsdeel Hiddesen wordt omgeven door natuurgebieden, onder meer een hoogveengebied en enkele meertjes.

## Belangrijke personen in relatie tot de stad (exclusief talrijke heren, graven en vorsten van hetHuis Lippe)

### Geboren
- Christian Dietrich Grabbe (1801-1836), toneelschrijver
- Hermann Ferdinand Freiligrath (1810-1876), tot plm. 1855 socialistisch dichter, vertaler van literair werk en journalist; werkte vanaf 1848 als buitenland-redacteur bij de Neue Rheinische Zeitung samen met Friedrich Engels en Karl Marx; een deel van zijn manuscripten wordt bewaard in de archieven van het Internationaal Instituut voor Sociale Geschiedenis te Amsterdam. Overleden en begraven te Cannstatt, een stadsdeel van Stuttgart.
- Georg Weerth (1822-1856), socialistisch schrijver, dichter en journalist; werkte vanaf 1848 bij de Neue Rheinische Zeitung samen met Friedrich Engels en Karl Marx; een deel van zijn manuscripten wordt bewaard in de archieven van het Internationaal Instituut voor Sociale Geschiedenis te Amsterdam. Overleden en begraven te Havana, Cuba.
- Jürgen Stroop (1895-1952), oorlogsmisdadiger
- Renate Kroos (1931-2017), kunsthistorica
- Heinz Burt (1942-2000), basgitarist van The Tornados en zanger
- Iris Berben (1950), actrice
- Frank-Walter Steinmeier (1956), bondspresident van Duitsland (2017-heden)
- Ludger Beerbaum (1963), springruiter
- Ron Nyqvist (1968-2015), Nederlands kickbokser
- Kim Efert (1974), jazzgitarist
- Sven Montgomery (1976), Zwitsers wielrenner

### Overleden
- Erich Thienhaus (1909-1968), akoesticus

### Overig
- Johannes Brahms, componist, woonde en werkte van 1857-1859 te Detmold
- Bernhard van Lippe (1872-1934), de vader van Prins Bernhard, stierf te München maar werd te Detmold begraven.

## Partnersteden
- Hasselt,  België, sedert 1976
- Saint-Omer (Pas-de-Calais), Frankrijk, sedert 1969
- Savonlinna, Finland,sedert 2004
- Zeitz,  Duitsland (voormalige DDR), sedert 1990
- Oreokastro, Griekse taal: Ωραιοκάστρο, Griekenland, sedert 2013
- Verona, Italië, sedert 2006; dit betreft een zogenoemde Städtefreundschaft, die minder intensief en officieel is dan een jumelage.

## Diversen
- Het ook in Nederland na het huwelijk in 1937 tussen prinses Juliana en prins Bernhard bekend geworden studenten- en soldatenlied Lippe Detmold, eine wunderschöne Stadt.... is vermoedelijk in 1807 na een slag tussen het Franse leger van Napoleon Bonaparte en een Russisch-Pruisisch leger bij Preußisch Eylau geschreven. De componist is onbekend.
- Het stadswapen vertoont een voor deze streek kenmerkende figuur, de Lippische roos. Het is een bloem met 5 bloemblaadjes.
- In 1963 vond de vliegtuigramp bij Detmold plaats.

## Fotogalerij

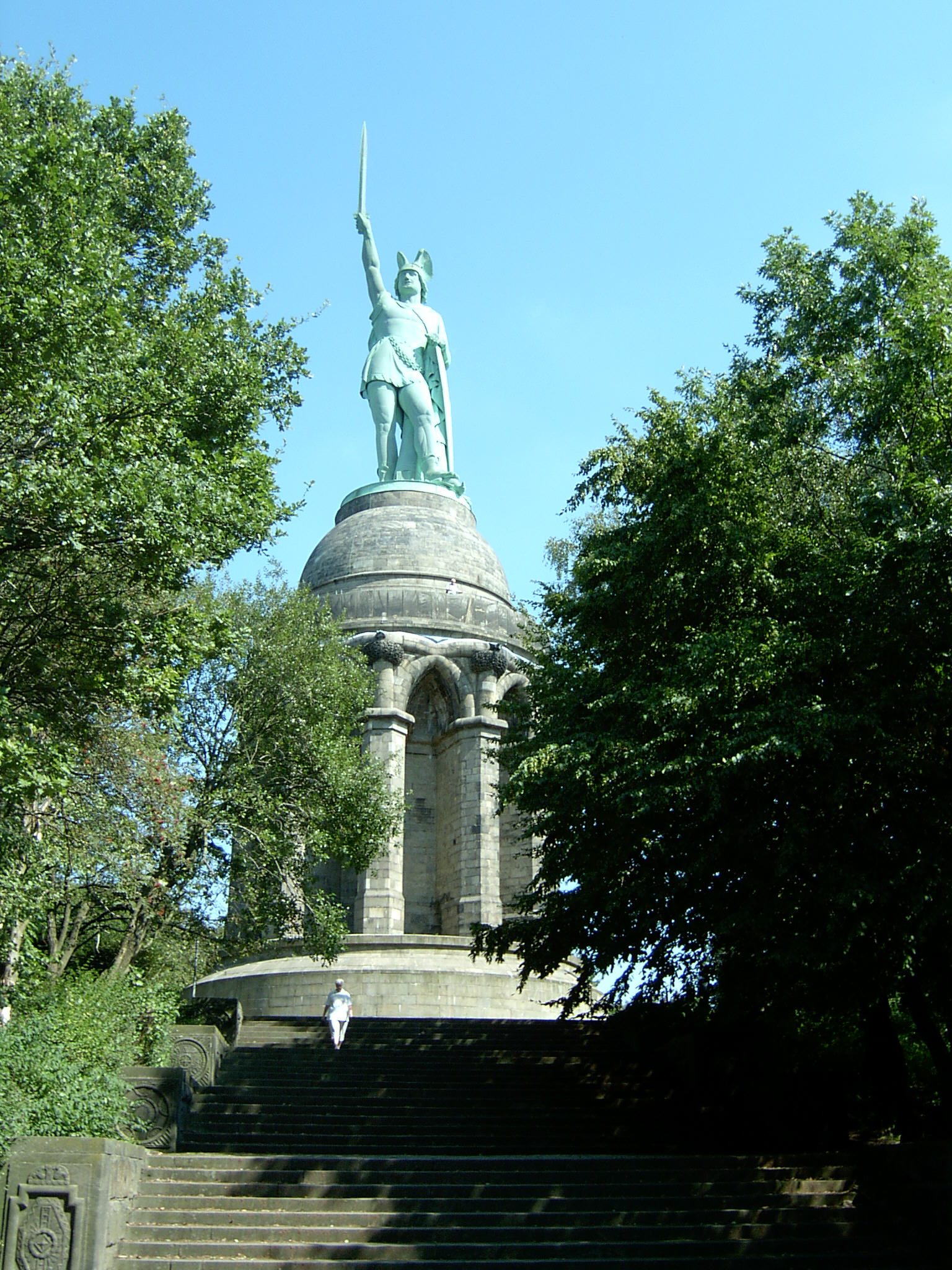
Het Hermannsdenkmal in het Teutoburger Woud ten zuidwesten van Detmold
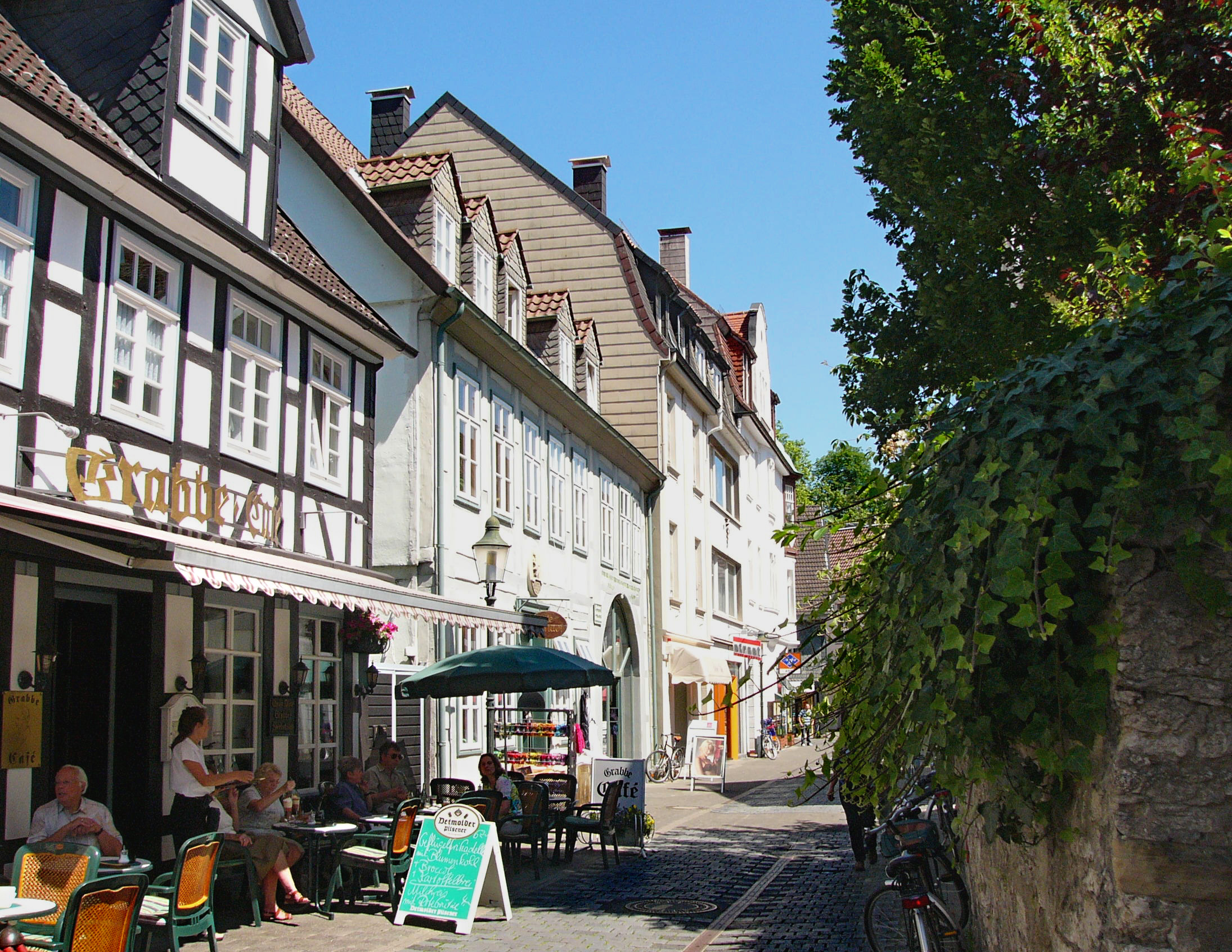
Grabbe café
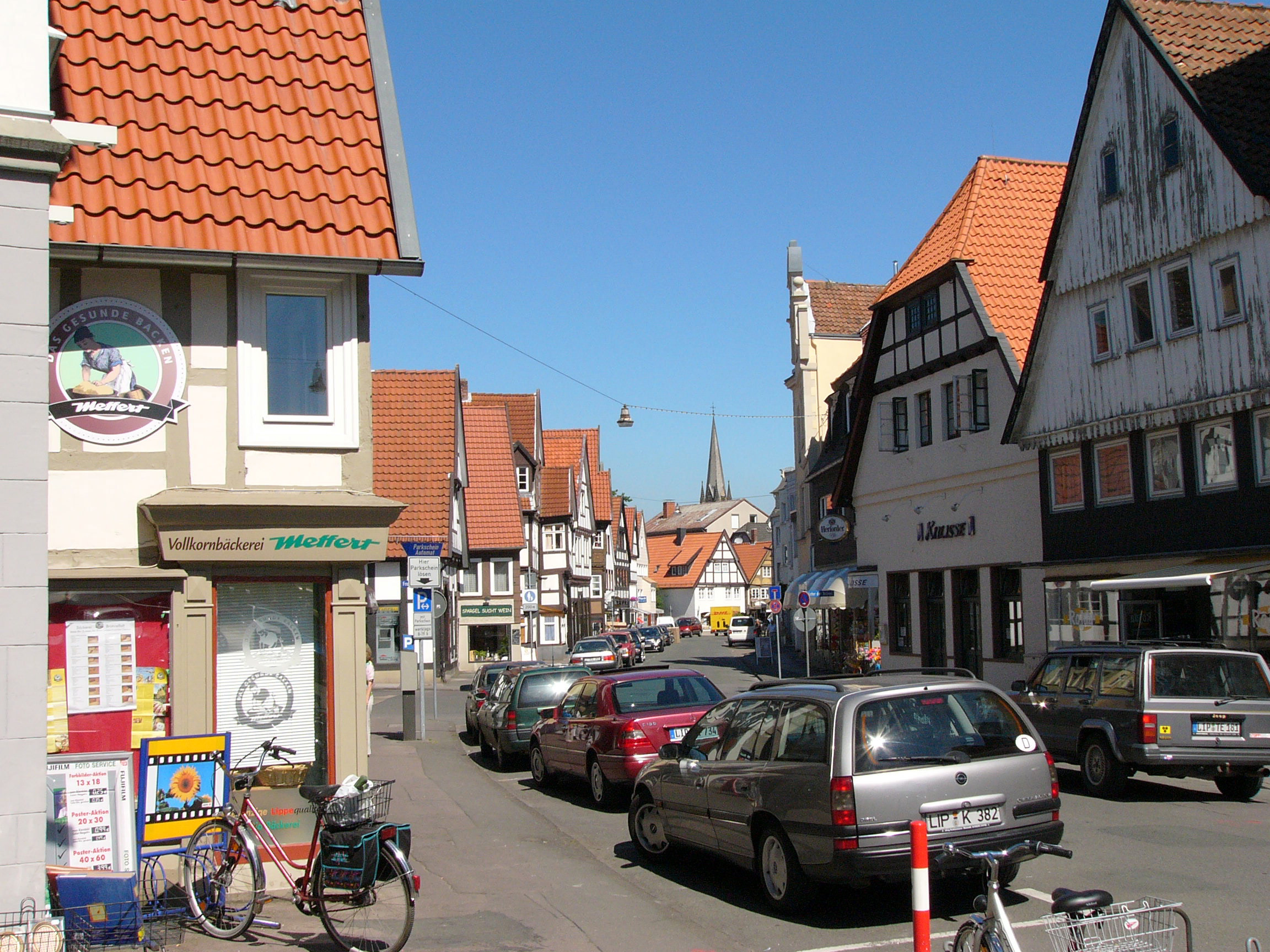
Huizen in vakwerkbouw
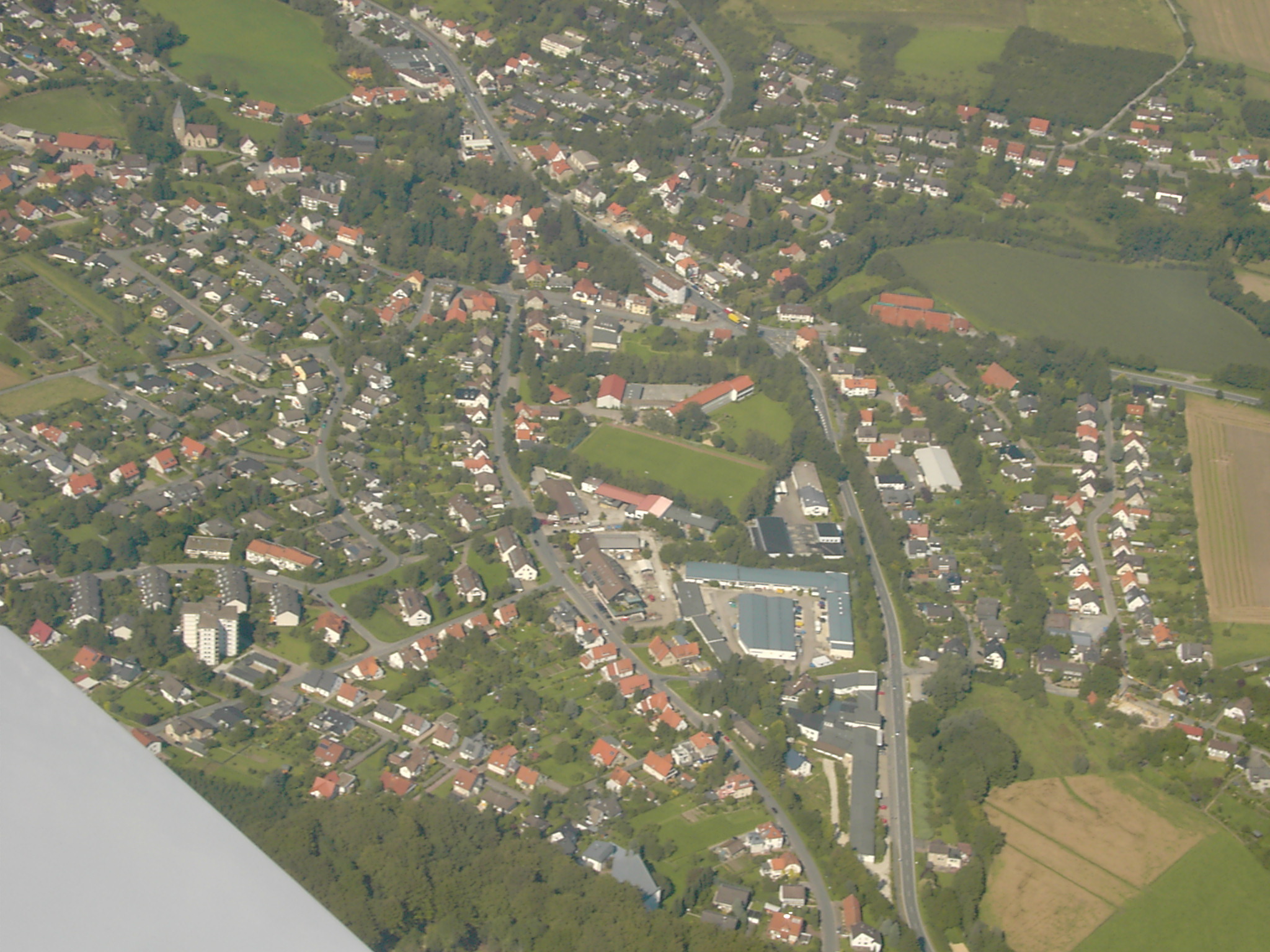
Stadsdeel Heiligenkirchen vanuit de lucht
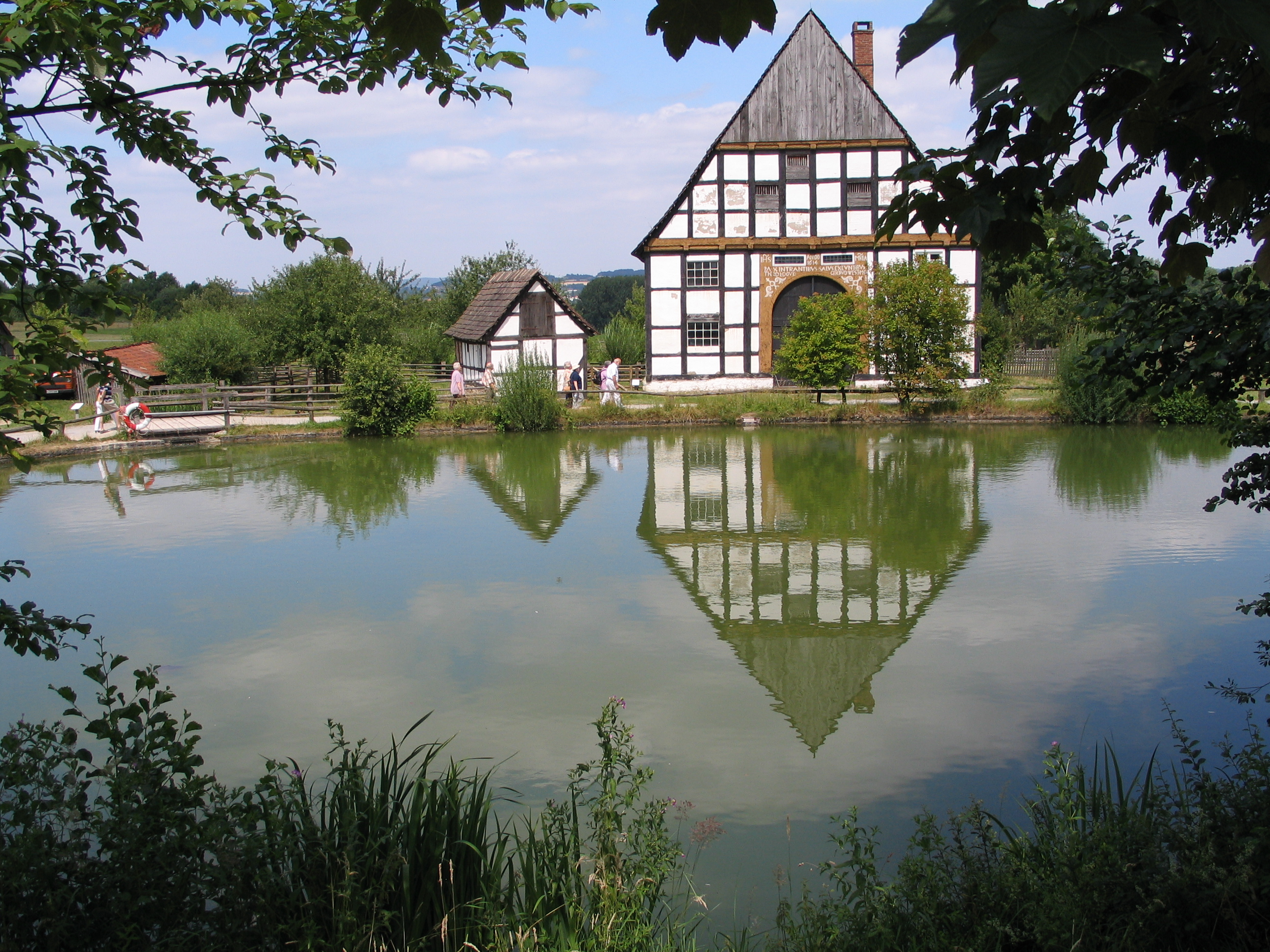
Huizen in het openluchtmuseum

Augustdorf · Bad Salzuflen · Barntrup · Blomberg · Detmold · Dörentrup · Extertal · Horn-Bad Meinberg · Kalletal · Lage · Lemgo · Leopoldshöhe · Lügde · Oerlinghausen · Schieder-Schwalenberg · Schlangen